# Сок Сентър
Сок Сентър (на английски: Sauk Centre) е град в окръг Стърнс, Минесота, Съединени американски щати. Населението му е 4379 души (по приблизителна оценка от 2017 г.).
В Сок Сентър е роден писателят Синклер Луис (1885-1951).